# SMS Thetis (1855)
Pour les autres navires du même nom, voir SMS Thetis et HMS Thetis.
La SMS Thetis est une frégate d'abord au service de la Royal Navy puis acquise en 1855 par le royaume de Prusse pour la marine prussienne.

## Historique

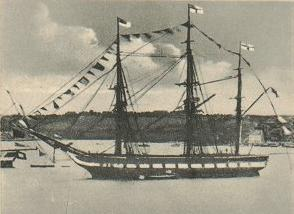
La SMS Thetis ancrée

La HMS Thetis est construite aux chantiers navals de Devonport pour un coût de 51 926 £, selon les plans de Read, Chatfield et Creuze. Seule de sa classe, elle est lancée le 21 août 1846 et baptisée du nom de la nymphe Thétis. Elle est mise en service le 30 décembre 1846 pour l'outremer. Elle est commandée par Augustus Leopold Kuper du 3 juillet 1850, jusqu'à février 1854. Le capitaine Kuper visite les côtes orientales de l'Amérique du Sud puis remonte les côtes américaines le long du Pacifique. L'île Kuper (aujourd'hui île Penelakut), qu'il étudie au large de la Colombie-Britannique dans le détroit de Géorgie, est nommée d'après lui. Une autre île des îles Gulf est nommée île Thetis et nombre d'endroits de ces îles, comme le lac Thetis, reçoivent le nom du navire.
Après neuf ans de service pour la Royal Navy, la HMS Thetis et désarmée et échangée le 12 janvier 1855 à la marine prussienne contre deux avisos, le SMS Salamander et le SMS Nix. Elle devient désormais la SMS Thetis.

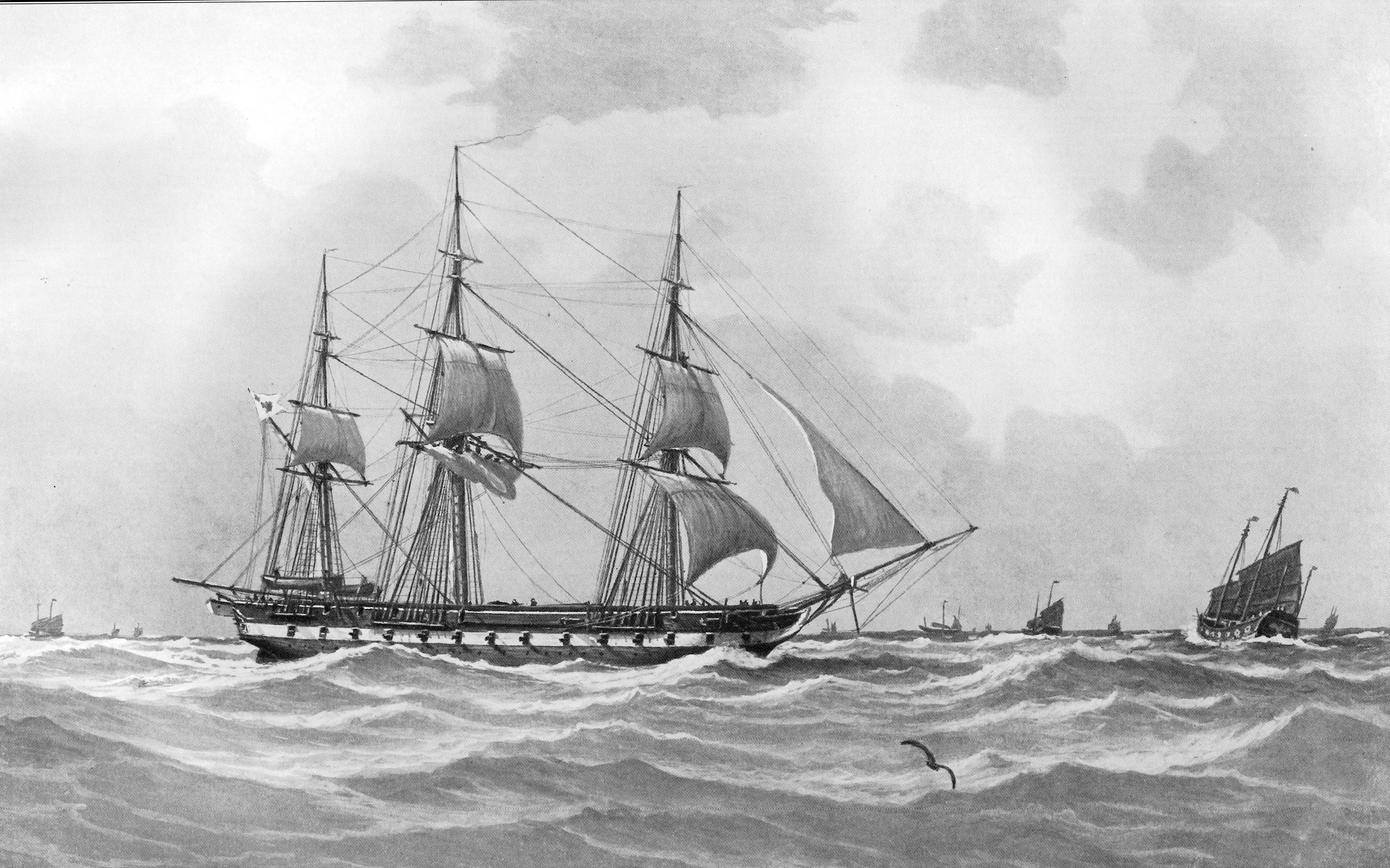
Preußische Fregatte SMS THETIS in ostasiatischen Gewässern um 1861. Gemälde von Lüder Arenhold 1905

Elle est réarmée et réaménagée. Elle sert d'abord de navire-école pour les cadets de la marine. En 1859, elle fait partie de l'expédition Eulenburg en Extrême-Orient avec les navires SMS Arcona et SMS Frauenlob. Ce dernier coule, frappé par un typhon devant Yokohama, le 2 septembre 1860. Ensuite les deux navires survivants ouvrent les négociations au Japon, puis se dirigent vers Tientsin et Shanghai pour poursuivre les négociations diplomatiques, et enfin au Siam. L'expédition prend le chemin du retour par le cap de Bonne-Espérance et rentre en 1862 à Dantzig. Elle sert ensuite de navire école pour l'artillerie de marine. Bon nombre de futurs grands officiers de la marine impériale allemande sont passés par la SMS Thetis, dont Alfred von Tirpitz, Curt von Maltzahn alors jeunes cadets, ou Paul von Reibnitz, comme matelot. Eduard von Knorr et Max von der Goltz y ont commandé comme jeunes officiers.
La SMS Thetis est rayée des listes le 28 novembre 1871 et sert à quai de barge à charbon à Kiel. En 1894, elle est détruite.